# Rolf Stommelen
Rolf Stommelen (11 de julho de 1943 — 24 de abril de 1983) foi um  automobilista alemão. Participou de 63 Grandes Prêmios do Campeonato Mundial de Fórmula 1, conseguiu um pódio, o Grande Prêmio da Áustria de 1970 e marcou um total de 14 pontos no campeonato. Também participou de outras categorias do automobilismo .

## Carreira

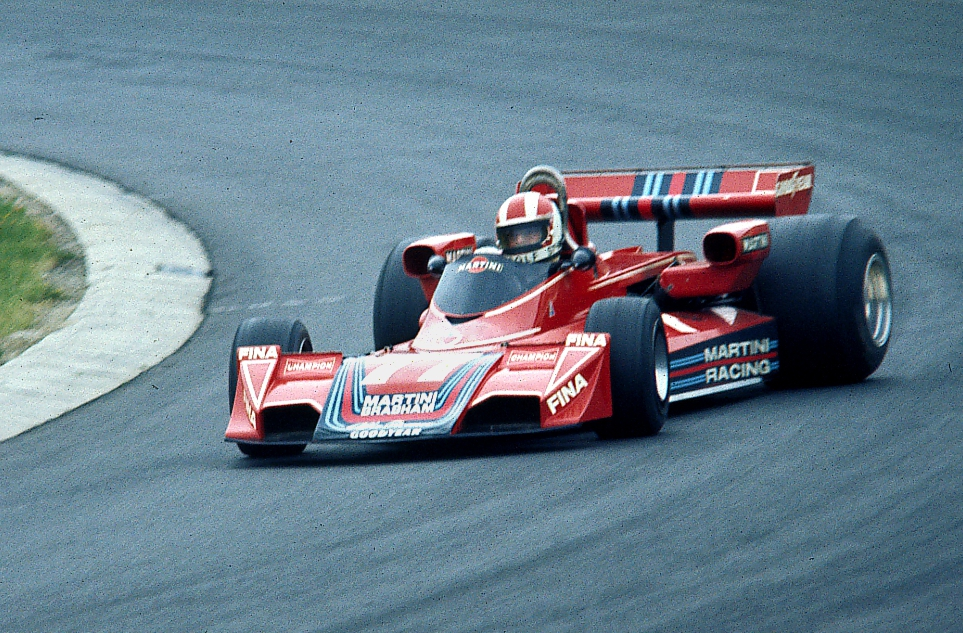
Stommelen na Fórmula 1 em 1976.

Um dos melhores pilotos de corrida de automóveis esportivos das décadas de 1960 e 1970, Stommelen conquistou a pole position para as 24 Horas de Le Mans em 1969 dirigindo um Porsche 917. No ano seguinte terminou em terceiro, pilotando um Porsche 908. Em 1970, ele fez sua estréia na Fórmula 1, na equipe Brabham.
No Grande Prêmio da Espanha de 1975, em Montjuich Park, Barcelona, envolveu-se num acidente com sua Embassy-Hill-Lola, quando perdeu o aerofólio e decolou cem metros sobre a arquibancada, resultando na morte de cinco torcedores.

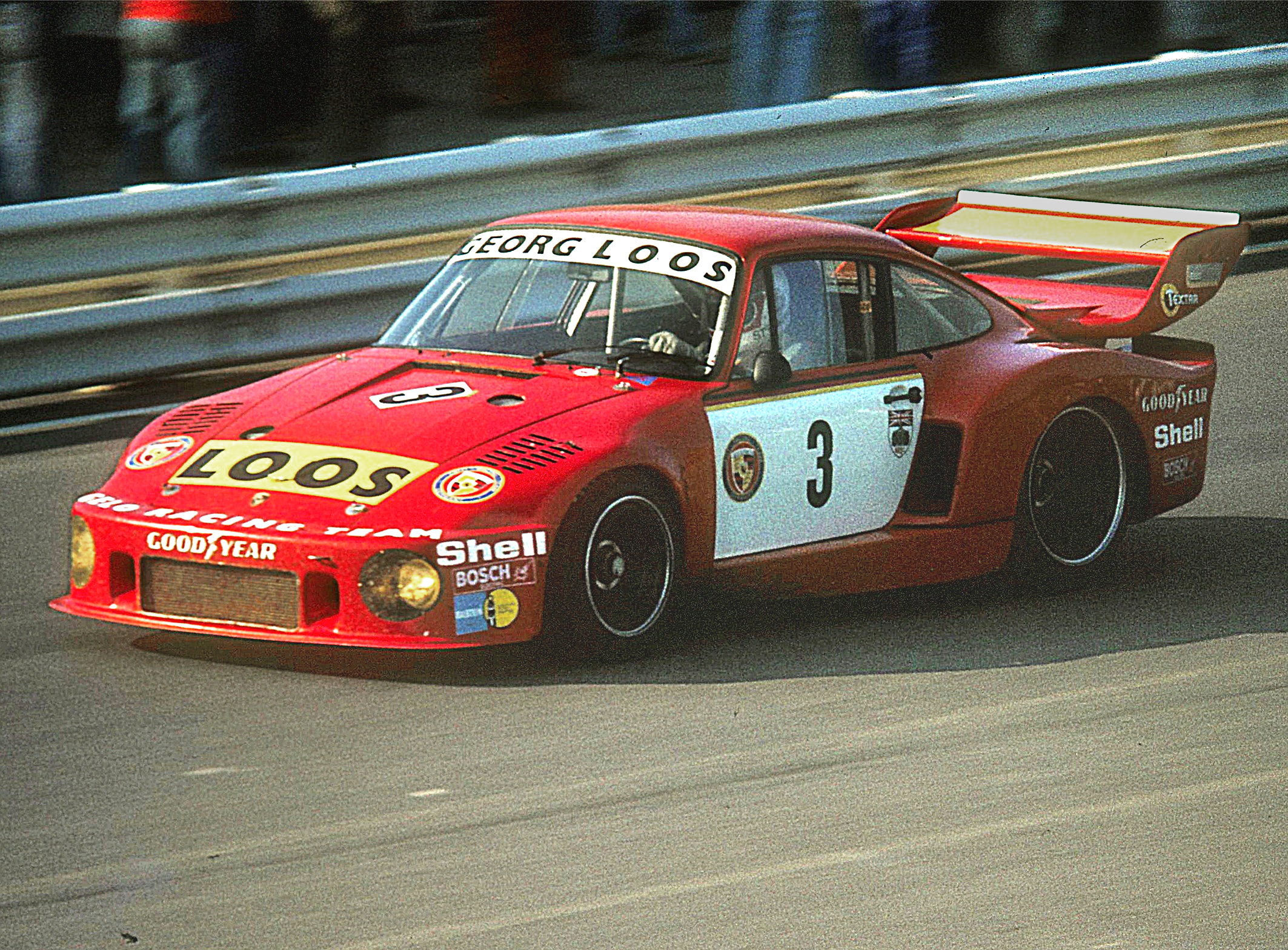
Stommelen pilotou um Porsche em 1977.

Depois de sua recuperação, Rolf retornou à corrida de carros esportivos, vencendo corridas pela Alfa Romeo e na 24 Horas de Daytona, três vezes, e quase vencendo as 24 Horas de Le Mans de 1979, com Dick Barbour e o ator Paul Newman como co-pilotos, com um Porsche 935.
Também competiu de uma série NASCAR Grand National em 1971, em Talladega Superspeedway em um antigo Ford Holman-Moody que foi usado por Mario Andretti para vencer o Daytona 500 de 1967, reformado como um Mercury Cyclone, com Jake Elder como chefe de equipe. O carro foi vendido para o piloto independente Darrell Waltrip para ser usado um ano depois em sua estréia na Winston Cup Series de 1972, iniciando uma carreira que o levou a International Motorsports Hall of Fame da Waltrip em abril de 2005.
No final da década de 1970, ele correu no Porsche GTs, vencendo o campeonato alemão Deutsche Rennsport Meisterschaft em 1977.
Em sua juventude, foi um praticante de hillclimbing e em Targa Florio e morreu em um acidente durante uma corrida do Camel GT IMSA em Riverside International Raceway no dia  24 de abril de 1983, depois que o aerofólio de seu Porsche 935 quebrou.